# Publi Corneli Escipió Nasica Serapió
Publi Corneli Escipió Nasica Serapió (en llatí: Publius Cornelius Scipio Nasica Serapio) va ser un magistrat romà, fill de Publi Corneli Escipió Nasica Còrculum. Formava part de la gens Cornèlia, i era de la família dels Escipions, d'origen patrici.
Era un destacat aristòcrata ferotge i dur, repetidament esmentat per Ciceró com a líder del Senat, i uns dels principals instigadors de la mort de Tiberi Semproni Grac. Es parla d'ell per primera vegada l'any 149 aC quan, juntament amb Gneu Corneli Escipió Hispà, va ser enviat a Cartago a demanar la rendició de la ciutat, cosa que no van obtenir.
Va ser candidat a edil, però no va tenir èxit. L'any 138 aC va ser cònsol juntament amb Juni Brutus i, a causa de la severitat amb què els dos cònsols van dirigir el reclutament de tropes, van ser encausats i empresonats pel tribú de la plebs Gai Curiaci. Aquest tribú va ser qui va donar a Escipió el malnom de Serapio per la seva semblança amb una persona que comerciava amb animals pels sacrificis o alguna altra de baix rang, i que encara que ho va dir per burlar-se'n, més tard Serapió es va convertir en un cognom distingit.
L'any 134 aC, quan les tribus es van reunir per reelegir Grac com a tribú per a l'any 133 aC, Nasica va cridar els cònsols a salvar la República, però aquests no van voler recórrer a la violència. Llavors va proclamar: «si els cònsols es retiren, els que vulguin obeir les lleis que em segueixin». Va sortir del temple de Fides, on el senat estava reunit, seguit pel major nombre de senadors. La gent els obria pas mentre avançaven, i alguns intentaven fugir. Grac va ser assassinat quan va caure mentre volia escapar.
Aquests fets el van fer molt impopular i el Senat va decidir enviar-lo a una missió fictícia a Àsia, tot i que era pontífex màxim i com a tal no podia deixar Itàlia. No va gosar mai tornar a Roma i després d'anar d'un lloc a l'altre, va morir al cap d'un temps a Pèrgam.